# Martina Tufeković
Martina Tufeković (Heilbronn, 16 juli 1994) is een Duits voetbalspeelster. Ze speelt als doelverdediger voor TSG 1899 Hoffenheim in de Duitse Bundesliga, en in het Kroatisch vrouwenelftal.
In 2012 speelde Tufeković als zeventienjarige haar eerste wedstrijden voor TSG 1899 Hoffenheim. Twee jaar later maakt ze ook haar debuut in de Frauen Bundesliga voor TSG 1899 Hoffenheim.

## Statistieken
| Seizoen | Club          | Land      | Competitie | Wedstrijden | Doelpunten |
| ------- | ------------- | --------- | ---------- | ----------- | ---------- |
| 2010/11 | Hoffenheim    | Duitsland | FRB        | 0           | 0          |
| 2011/12 | Hoffenheim    | Duitsland | FRB        | 5           | 0          |
| 2012/13 | Hoffenheim    | Duitsland | FRB        | 1           | 0          |
| 2013/14 | Hoffenheim    | Duitsland | FRB        | 1           | 0          |
| 2014/15 | Hoffenheim    | Duitsland | FRB        | 20          | 0          |
| 2014/15 | Hoffenheim II | Duitsland | 2BV        | 1           | 0          |
| 2015/16 | Hoffenheim    | Duitsland | FRB        | 14          | 0          |
| 2016/17 | Hoffenheim    | Duitsland | FRB        | 21          | 0          |
| 2017/18 | Hoffenheim    | Duitsland | FRB        | 0           | 0          |
| 2018/19 | Hoffenheim    | Duitsland | FRB        | 4           | 0          |
| 2018/19 | Hoffenheim II | Duitsland | 2BV        | 3           | 0          |
| 2019/20 | Hoffenheim    | Duitsland | FRB        | 8           | 0          |
| 2020/21 | Hoffenheim    | Duitsland | FRB        | 0           | 0          |
| Totaal  | Totaal        | Totaal    | Totaal     | 78          | 0          |

Laatste update: december 2020